# Paleoclimatologia
Paleoclimatologia é o estudo das variações climáticas ao longo da história da Terra. Para isso, são estudados vestígios naturais que podem ajudar a determinar o clima em épocas passadas.
As observações meteorológicas com a ajuda de instrumentos paleoclimáticos, tal como as conhecemos hoje em dia, datam de há 100 ou 200 anos, dependendo do lugar. Este, porém, é um período muito curto relativamente às alterações sofridas pelo clima ao longo dos tempos, durante milhares ou até milhões de anos.
A história do clima pode ser deduzida através de evidências naturais, tais como a composição do gelo, a estrutura de árvores petrificadas e outros fósseis e das rochas sedimentares.
Nos últimos dois bilhões de anos, o clima na Terra tem se comportado de forma mais ou menos cíclica, com períodos frios, chamados períodos glaciais, e períodos quentes, chamados períodos interglaciais. Estas mudanças na temperatura são causadas por diferentes aspectos, tais como perturbações na órbita da Terra, a atividade solar, impactos de meteoros, erupções vulcânicas e a ação humana.

## A variabilidade do clima da Terra
O planeta já sofreu, ao longo de sua existência de 4,5 bilhões de anos, processos de resfriamentos e aquecimentos extremos. Está comprovado que houve alternância de climas quentes e frios (Terra estufa - "hothouse" - e Terra geladeira - "icehouse", na linguagem dos paleoclimatologistas), sendo este um fenômeno corrente na história do planeta. Atualmente o planeta está na situação de geladeira.
O último episódio de resfriamento ou glaciação, iniciado no Pleistoceno (1,8 milhões de anos antes do presente) teve seu ápice há cerca de 18 000 anos, quando, começou o processo de aquecimento, que continua nos dias de hoje. No entanto, o aquecimento não se dá sobre uma curva contínua. Neste espaço de tempo de 18 000 anos houve épocas de aquecimento e resfriamento, causando variações às vezes bruscas de temperaturas em períodos variáveis, mas que podiam ser de décadas ou menos, de vários graus Celsius. A comprovação destes fatos é fornecida pela análise de testemunhos de sondagens, de centenas de metros, obtidos no Ártico e na Antártida, através da análise da composição isotópica do oxigênio encontrado nas bolhas de ar presas no gelo.
Durante os últimos 500 milhões de anos, a Terra passou por quatro episódios extremamente quentes ("hothouse episodes"), sem gelo e com níveis elevados dos oceanos, e quatro episódios extremamente frios ("icehouse episodes"), como o que vivemos actualmente, com camadas de gelo, glaciares e níveis de água relativamente baixos nos oceanos. Pensa-se que esta variação de mais longo termo se deve a variações no influxo de radiação recebida devidas à viagem do nosso sistema solar através da galáxia, correspondendo os episódios mais frios a encontros com os braços espirais mais brilhantes, onde a radiação é mais intensa. Os episódios frios mais frequentes, cada 34 milhões de anos, mais ou menos, ocorrem provavelmente quando o sistema solar passa através do plano médio da galáxia. Os episódios extremamente frios de há 700 e 2300 milhões de anos, em que até no equador havia gelo, correspondem a períodos em que havia uma taxa de nascimentos de estrelas na nossa galáxia anormalmente alta, implicando um grande número de explosões de estrelas e uma radiação cósmica muito intensa.
O carbono-14 radioactivo e outros átomos raros produzidos na atmosfera pelas partículas cósmicas fornecem um registro de como as suas intensidades variaram no passado e explicam a alternância entre períodos frios e quentes durante os últimos 12 000 anos. Sempre que o Sol era fraco e a radiação cósmica forte, seguiram-se condições frias, como a mais recente, na Pequena Idade do Gelo de há 300 anos. Considerando escalas de tempo mais longas, encontra-se uma explicação credível para as variações de maior amplitude do clima da Terra.

## Indicador paleoclimático
Na área da paleoclimatologia, utiliza-se o termo indicador paleoclimático ou proxy climático para designar registros naturais que conservam evidências físicas ou biológicas de condições ambientais do passado. Esses vestígios oferecem aos cientistas ferramentas para estimar variáveis meteorológicas de épocas anteriores à documentação escrita. Como os registros instrumentais confiáveis sobre o clima global só passaram a ser sistematicamente coletados a partir da década de 1880, os proxies são fundamentais para compreender o comportamento climático em períodos remotos.
Entre os métodos utilizados, destacam-se as análises da largura dos anéis de crescimento das árvores e das camadas de gelo em núcleos extraídos de regiões polares. Esses dados permitem reconstruções de séries temporais de temperatura em períodos pré-históricos e históricos, contribuindo para o entendimento da evolução climática da Terra.
Diversos tipos de registros proxy têm sido examinados em distintos contextos geológicos. Alguns exemplos incluem a análise de isótopos estáveis em gelo, a taxa de crescimento dos anéis de árvores, a composição de pólen preservado em sedimentos de lagos, e a presença de foraminíferos em depósitos marinhos. Também são empregados dados extraídos de perfis térmicos de poços, bem como de corais e espeleotemas (formações minerais em cavernas), que conservam informações isotópicas e minerais. Cada um desses registros é sensível a fatores climáticos específicos — como temperatura durante o verão ou intensidade das monções — que influenciaram seu desenvolvimento no momento da formação.
A análise adequada dos proxies requer estudos complementares, como a calibração de sua resposta às variáveis climáticas e a comparação entre diferentes tipos de registros para assegurar a consistência dos dados.
Quando combinados, esses registros naturais possibilitam reconstruções de temperatura que ultrapassam em duração os dados instrumentais modernos, oferecendo subsídios valiosos para debates sobre as mudanças climáticas e a história do clima no planeta. No entanto, assim como ocorre com os registros meteorológicos convencionais, a distribuição espacial dos proxies também é desigual, sendo mais abundante nas regiões do hemisfério norte.

## Proxys
Em diversas áreas da ciência, pode ser necessário analisar fenômenos ou variáveis que não são diretamente observáveis. Para contornar essa limitação, recorre-se frequentemente ao uso de proxies, ou indicadores indiretos, que apresentam correlação conhecida com a variável desejada — como é o caso da temperatura em períodos passados. Ao medir essas variáveis associadas, é possível estimar o comportamento da variável original.
Esses métodos são especialmente valiosos na pesquisa sobre o clima antigo, anterior ao surgimento de instrumentos confiáveis de medição. Por exemplo:
- Mudanças nos isótopos encontrados em camadas de gelo ou na extensão das calotas polares podem fornecer pistas sobre oscilações de temperatura no passado;
- A concentração do isótopo berílio-10 (Be-10) permite inferir variações históricas da atividade solar;
- A largura dos anéis de crescimento das árvores reflete alterações na temperatura e na quantidade de chuvas ao longo do tempo.

Em geral, os dados obtidos por proxies precisam ser ajustados por meio de calibração, o que é feito comparando-os com medições diretas de temperatura (ou com outro proxy já validado) durante um período em que ambos os registros estejam disponíveis. Isso possibilita definir uma relação confiável entre o indicador e a variável climática de interesse. A partir dessa relação, os registros mais antigos do proxy são utilizados para estimar as condições climáticas de épocas sem dados diretos.
Por exemplo, o crescimento anual de árvores pode ser fortemente influenciado tanto pela temperatura quanto pela precipitação, variando inclusive de acordo com a estação do ano. Já os dados extraídos de núcleos de gelo, por sua vez, são frequentemente utilizados sem a necessidade de calibragens adicionais, pois são considerados altamente representativos.

## Técnicas Utilizadas
Para se determinar o clima em eras passadas, pela não existência de observações meteorológicas que cobrissem um intervalo de tempo satisfatório, os paleoclimatólogos utilizam algumas técnicas e diversos estudos para se determinar o clima passado. As técnicas mais utilizadas são:

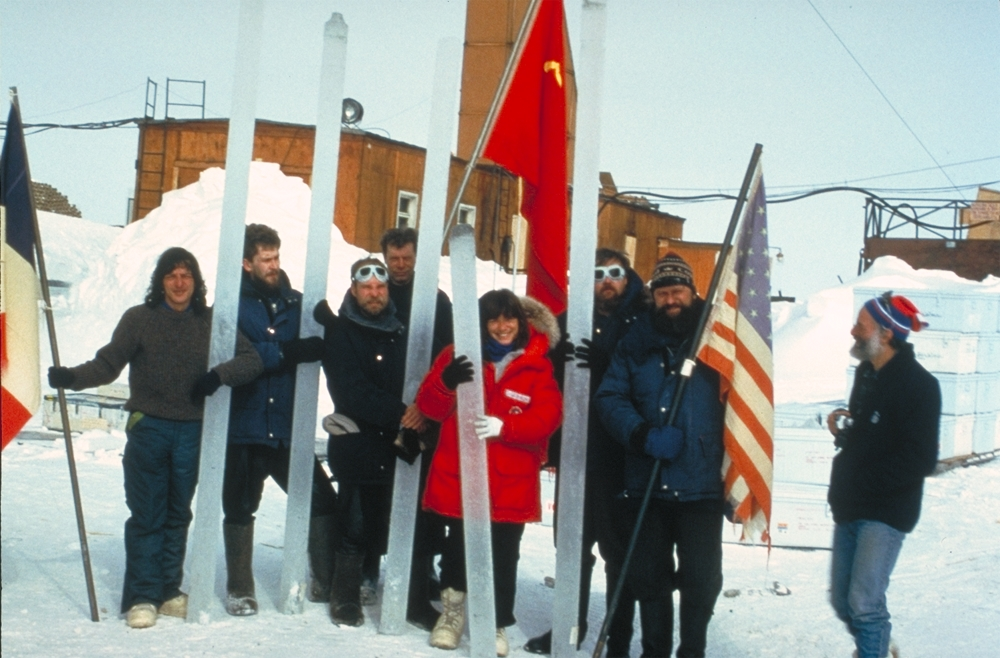
Equipe da base Vostok segurando núcleos de gelo não processados. As amostras possuem entre 4m e 6m, porem futuramente serão cortados em sessões de 1m.

### Estudo de geleiras
É uma das técnicas mais empregadas. A avaliação de geleiras é possível, pois estas vão se depositando em camadas, de acordo com a era em que foi formada (as mais recentes vão cobrindo as mais antigas). Estima-se que as calotas polares possuem mais de 100 000 camadas. Nestas camadas, estudiosos encontraram pólen, o que é útil para estimar a cobertura vegetal em determinada época. A espessura da camada pode ajudar a determinar a quantidade de chuvas que aquela região recebeu, pois quanto maior a camada, maior a quantidade de chuvas.
A técnica consiste em coletar amostras (núcleos de gelo) de uma camada de gelo ou geleira através do uso de ferramentas específicas como um trado ou broca motorizada que são capazes de atingir profundidades de até 3,2 km.
Além disso, a relação entre diferentes isótopos de oxigênio e hidrogênio podem ser um indicador da temperatura média daquela região. Dependendo da camada em que forem encontrados, os cientistas podem avaliar a temperatura média daquele período. Destes estudos é que 
vieram as teorias sobre os ciclos sofridos pelo clima ao longo das eras.

### Estudo de árvores petrificadas
Fósseis de árvores são úteis para a determinação da temperatura e da umidade. Através de datação radiométrica, que utiliza o tempo de vida média dos átomos que constituem o material, determina-se, embora com uma margem de erro de cerca de 200 anos, em média, o período em que esta árvore viveu. Os anéis encontrados nas árvores (ver figura) também são pistas sobre a idade e o clima em que esta árvore viveu. A largura destes anéis variam de acordo com o clima de uma forma geral, a espécie, a idade da árvore  e a quantidade de água e alimento disponível naquele solo.

### Estudo de sedimentos e rochas
A análise de sedimentos permite verificar características do solo em uma determinada Era. Esta possibilita o estudo das características da vegetação, da vida existente (ou a ausência de) e temperatura através do tipo de rocha.
Existem, basicamente, três tipos de rochas. As magmáticas, que são formadas pela condensação do magma, indicam a existência de vulcões na vizinhança. As sedimentares são formadas pelo acúmulo de sedimentos. Indicam, também, que esta é uma região de formação antiga, que sofreu diversas alterações no clima. As metamórficas são formadas por alterações na composição das duas anteriores devido a variações de pressão e/ou temperatura em eventos extremos, podendo indicar períodos quentes ou frios. Também são indicadoras de atividade erosiva, pois a erosão também forma rochas Metamórficas, sem necessariamente variar temperatura ou pressão local.
As rochas formam camadas também, sendo que estas camadas demoram de milhares a milhões de anos para se sobreporem, formando, assim, uma fonte de dados de períodos muito distantes, já que as rochas sedimentadas se preservam ao longo do tempo.

### Estudo de corais
A análise de recifes de corais permite avaliar as alterações nos oceanos. De acordo com as características dos corais permite-se avaliar temperatura da água, bem como sua evolução, pois os corais têm indicadores naturais, como a perda de sua coloração natural.
As estruturas calcárias dos corais marinhos, assim como os anéis de crescimento das árvores, oferecem valiosas informações sobre as condições climáticas do passado. Essas formações apresentam camadas de crescimento que registram mudanças ambientais ao longo do tempo. Um estudo publicado em 2002 por Greer e Swart investigou a presença de isótopos estáveis de oxigênio no carbonato de cálcio que compõe os esqueletos dos corais.
A pesquisa revelou que, em águas mais frias, os corais tendem a incorporar isótopos mais pesados de oxigênio em sua estrutura, enquanto em temperaturas mais elevadas predominam os isótopos mais leves. Além disso, a salinidade mais alta da água também favorece a presença dos isótopos mais pesados. Um exemplo analisado foi um coral do Oceano Atlântico, cuja amostra foi coletada em 1994 e apresentou registros contínuos desde o ano de 1935.
Nas conclusões do estudo, os autores destacaram que os dados médios anuais de isótopos de oxigênio, entre 1935 e 1994, seguiram um padrão semelhante a uma onda senoidal, com picos recorrentes a cada doze a quinze anos. Esse comportamento foi comparado com os registros de temperatura da superfície do mar, que também apresentaram máximos cíclicos a cada cerca de doze anos e meio. No entanto, como as medições diretas da temperatura da água só começaram a ser feitas nas últimas décadas, a correlação entre essas medições e os registros nos corais pode ser confirmada apenas dentro de um intervalo limitado.

### Datação radiométrica
Os átomos, com exceção do Hidrogênio, possuem prótons e nêutrons (o Hidrogênio mais comum possui apenas um próton, e é conhecido pelo nome de prótio). Os prótons existentes no núcleo repelem-se, porém os nêutrons não permitem que os prótons se separem, exercendo uma força sobre eles. Contudo, quando o número de prótons é grande, os nêutrons não conseguem mais evitar a repulsão entre eles, tornando o átomo instável. Esta instabilidade expulsa partículas do núcleo e é chamado de decaimento. Elementos com mais de 83 prótons ou com uma quantidade elevada de nêutrons sofrem decaimento. Esta “desintegração” é constante e só cessa quando o átomo se estabiliza, o que pode demorar, desde de segundos a milhões de anos, podendo ser medidos através de aparelhos como o espectroscópio de massa e detectores de radiação.
Os elementos radioativos mais usados para datação são:

#### Urânio-238
É usado para a datação de matérias inorgânicas. O Urânio-238 desintegra-se formando Chumbo-206. Com isto, basta medir a relação Chumbo/Urânio, sabendo que demora {\displaystyle 4,5x10^{9}} anos para esta relação ser igual a 1, para determinar a idade do objeto em questão. Ou seja, sabendo-se que o Urânio-238 tem meia-vida (tempo médio para que metade dos átomos radioativos de Urânio sofrerem decaimento) de {\displaystyle 4,5x10^{9}} anos.

#### Carbono-14
É usado para a datação de substâncias orgânicas. O Carbono-14 é formado na atmosfera devido à radiação que vem do universo e é absorvido pelas plantas na absorção de CO2. Assume-se, então, que a relação de Carbono-14 (instável) para Carbono-12 (estável) mantém-se a mesma enquanto o espécime está vivo. Após a morte do organismo, o Carbono-14 desintegra-se à Nitrogênio-14 (estável). Com isto, basta medir a relação Carbono-14/Carbono-12, sabendo-se que a meia-vida do Carbono-14 é de cerca de 5600 anos, para saber a idade do item analisado.

### Sondagens Geotécnicas

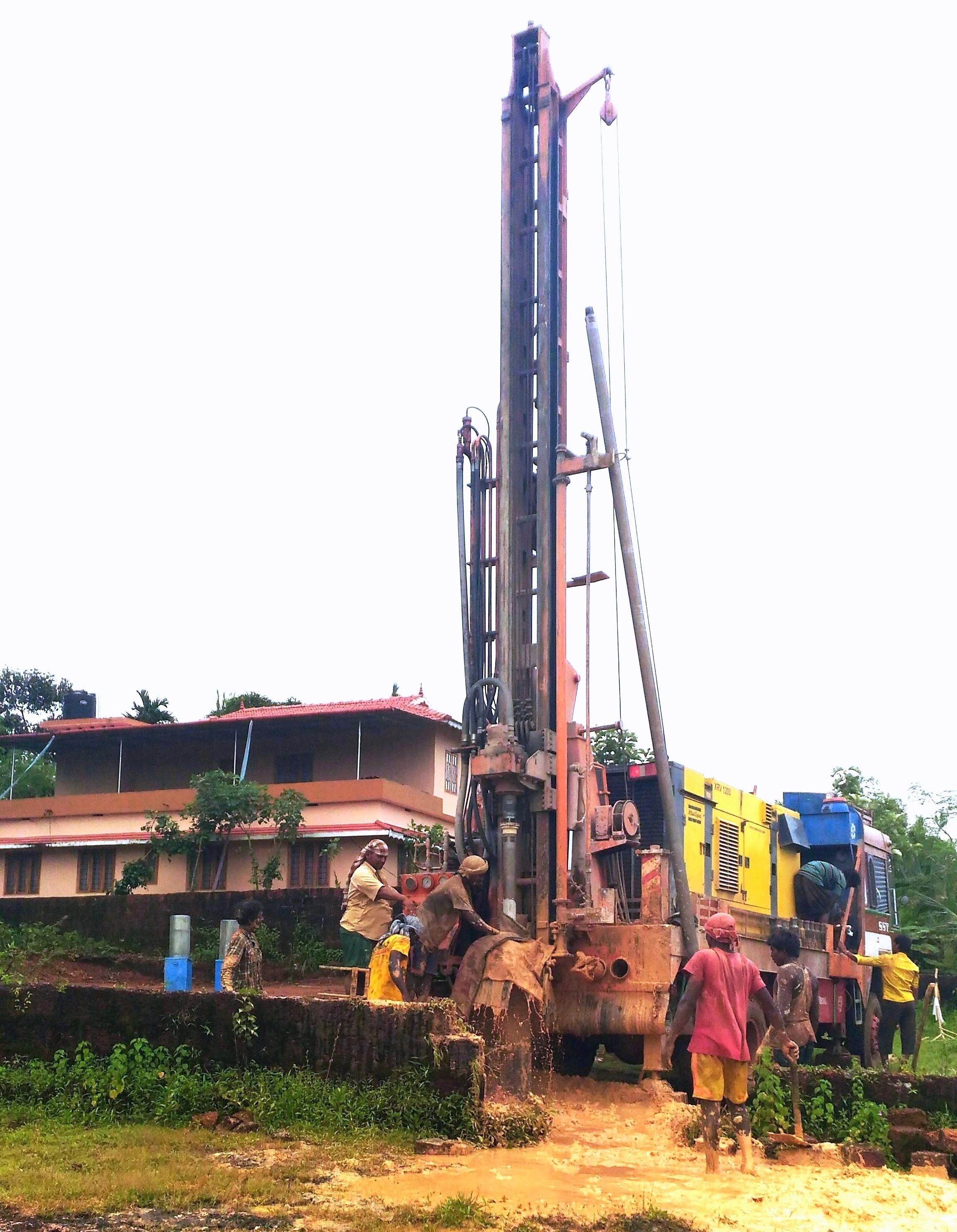
Máquina de sondagem geotécnica.

As sondagens geotécnicas por perfuração são utilizadas como método para estimar temperaturas do passado. Isso é possível porque o calor se propaga lentamente pelo solo. Com base em medições de temperatura feitas em diferentes profundidades de um poço, e considerando o efeito do calor vindo do interior da Terra, é possível aplicar métodos matemáticos (como a inversão de matrizes) para tentar reconstruir as variações de temperatura da superfície ao longo do tempo.
Contudo, os resultados obtidos não são únicos: diferentes cenários de temperatura na superfície podem gerar o mesmo perfil térmico em profundidade. Além disso, as reconstruções tendem a perder precisão quanto mais distantes estão no tempo, ficando "borradas". Por exemplo, para períodos como o século XVI, a resolução temporal chega a ser de alguns séculos, enquanto para o início do século XX pode atingir algumas décadas. Por essa razão, essas sondagens não substituem os registros modernos de temperatura, mas são consideradas úteis como forma de comparação.
Essas medições têm fornecido uma base sólida para que cientistas do clima consigam estimar temperaturas de até 500 anos atrás. Para isso, utiliza-se uma escala de profundidade: cerca de 150 metros para investigar o clima de 100 anos atrás, e aproximadamente 500 metros para estimativas que remontam a mil anos.
As perfurações em subsuperfície representam uma vantagem importante em relação a outros métodos indiretos de análise climática, pois medem temperaturas reais e não exigem calibração com registros modernos. Ainda assim, é importante notar que essas medições se referem à temperatura diretamente na superfície do solo, e não àquela registrada a cerca de 1,5 metro de altura — padrão utilizado pelas estações meteorológicas para definir a temperatura do ar. Em condições extremas ou em locais cobertos por neve, essa diferença pode ser relevante, embora, em geral, tenha um impacto pequeno nos resultados das perfurações.
Outro fator que pode alterar os dados é a presença de água subterrânea, que ao se infiltrar no poço pode transportar consigo o calor de épocas mais recentes, modificando a temperatura medida. Mesmo assim, esse efeito tende a ser limitado e ocorre principalmente em áreas muito úmidas. Já em perfurações realizadas em regiões congeladas, como geleiras, esse problema não ocorre, pois o gelo permanece estável o ano inteiro.
Atualmente, existem mais de 600 registros de perfurações utilizados na reconstrução de temperaturas do passado, distribuídos por todos os continentes. América do Norte e Europa concentram a maior parte desses dados. As profundidades variam de cerca de 200 até mais de 1.000 metros, tanto em rochas da crosta terrestre quanto em camadas de gelo.
Algumas dessas perfurações foram feitas em mantos de gelo, como os da Groenlândia e da Antártida. Devido à pureza e estabilidade do gelo, esses registros oferecem reconstruções de longa duração. No centro da Groenlândia, por exemplo, observou-se um aquecimento de cerca de 1 °C nos últimos 150 anos, após um período prolongado de resfriamento. Antes disso, há evidências de um intervalo quente por volta do ano 1000, em que as temperaturas teriam sido aproximadamente 1 °C mais elevadas do que as do século XX, de acordo com dados da Antártida.
Essas medições também contribuíram para revisar interpretações anteriores baseadas em isótopos. Verificou-se, por exemplo, que a ideia de que a variação espacial da temperatura seria equivalente à variação temporal não se sustenta diante das evidências dos poços de gelo, demonstrando a importância desses registros na compreensão do clima passado.

### Grãos de pólen
A palinologia, ciência que estuda os grãos de pólen, permite obter informações valiosas sobre o clima do passado por meio da análise de sedimentos encontrados em rios, lagos e lagoas. Como as plantas produzem pólen em grandes quantidades e esses grãos possuem alta resistência ao tempo, eles permanecem preservados por longos períodos, possibilitando a identificação das espécies vegetais que os produziram.
Ao se analisar os tipos de pólen presentes em uma camada específica de sedimento, é possível determinar quais comunidades vegetais existiam naquela região em determinado momento do passado. Essa vegetação, por sua vez, reflete as condições climáticas da época. A quantidade de pólen de uma espécie em particular em determinado período está relacionada, em parte, ao clima dos meses anteriores, o que permite que a densidade dos grãos encontrados nos sedimentos seja interpretada como um indicador das variações climáticas de curto prazo.

### Lipídios de membrana
Entre os proxies climáticos utilizados na pesquisa paleoclimática, destacam-se certos lipídios de membrana conhecidos como GDGTs (glicerol dialquil glicerol tetraéter), extraídos de solos e depósitos de turfa, inclusive de linhitos. Esses compostos têm se mostrado úteis para investigar condições ambientais antigas, já que sua distribuição relativa varia conforme fatores ambientais, como temperatura e umidade, que influenciam a proporção entre diferentes isômeros de GDGTs com ramificações distintas.
Um estudo publicado em 2018, por exemplo, analisou solos minerais e a metilação de bactérias produtoras de GDGTs ramificados (brGDGTs) para estimar as temperaturas médias anuais do ar. Esse tipo de análise tem sido aplicado na investigação do clima de transições geológicas importantes, como o início do Paleógeno, na fronteira entre o Cretáceo e o Paleógeno.
Os resultados indicaram que, em regiões continentais de latitudes médias, as temperaturas médias anuais variavam entre 23 °C e 29 °C (com uma margem de erro de ± 4,7 °C), valores de 5 a 10 graus Celsius superiores às estimativas anteriores. Esses dados reforçam o papel dos GDGTs como ferramentas promissoras para refinar a compreensão das condições climáticas em períodos remotos da história da Terra.

### Cistos de dinoflagelados
Presentes na maioria dos ecossistemas aquáticos, os dinoflagelados são organismos planctônicos que, durante fases específicas do seu ciclo de vida, podem formar cistos orgânicos altamente resistentes. Esses cistos surgem como resposta a condições ambientais desfavoráveis ao crescimento, permitindo que os organismos entrem em um estado de dormência. Os dinoflagelados habitam camadas rasas de água, cuja profundidade depende da disponibilidade de luz, e seu desenvolvimento está estreitamente associado às diatomáceas, que compõem sua base alimentar.
A distribuição desses organismos nas águas superficiais reflete diretamente as características físicas dos ambientes aquáticos, permitindo diferenciar assembléias costeiras daquelas típicas de regiões oceânicas mais profundas. A análise da ocorrência e distribuição de dinocistos preservados em sedimentos marinhos tem sido uma ferramenta eficaz na reconstrução das condições médias da superfície oceânica, ajudando a entender os padrões de abundância e localização das espécies ao longo do tempo.
Diversas pesquisas têm investigado esses registros, especialmente por meio da análise palinológica de testemunhos de sedimento coletados em regiões como o Pacífico Norte. Esses estudos examinaram a presença de dinocistos em relação a variáveis ambientais como temperatura da superfície do mar, salinidade, produtividade biológica e ocorrência de ressurgência.
Um exemplo importante foi a perfuração realizada em 1992 na Bacia Central de Santa Bárbara, que alcançou uma profundidade de 576,5 metros. O material recuperado desse núcleo foi utilizado para investigar alterações oceanográficas e mudanças climáticas ocorridas nos últimos 40 mil anos na região, reforçando o valor dos dinocistos como registros naturais da história ambiental.

## Linha do Tempo
A História da Terra normalmente é dividida pela escala de tempo geológica. Uma outra classificação utilizada em Paleoclimatologia é a Classificação de Blytt-Sernander.
A classificação geológica é baseada em eventos de importância geológica (surgimento de determinadas formações de relevo ou de determinado tipo de rochas) e paleontológicos (extinções em massa ou surgimento de novas espécies).
A Classificação de Blytt Sernander foi elaborada pelos botânicos dinamarqueses Axel Blytt e Ruttger Sernander. É baseada no acúmulo de matéria sedimentar em plantas. Utilizando datação radiométrica (com Carbono 14), determinou-se a divisão dos eventos na Terra.
Esta classificação foi confirmada cientificamente com os estudos das Zonas de Pólen, que são uma forma de datação utilizando resíduos de pólen de diferentes espécies vegetais, principalmente do final do Pleistoceno e início do Holoceno.
Estes estudos foram conduzidos pelo biólogo sueco Lenhart von Post, que analisou diferentes espécies de plantas destes períodos, e concluiu que de acordo com a diversidade das espécies, a distribuição destas e as características de cada uma, um tipo de clima característico se mostrava existente. O estudo de von Post foi capaz de ratificar a divisão de Blytt-Sernander, que mostrava variações entre períodos quentes e frios, alternadamente.

## História da atmosfera da Terra

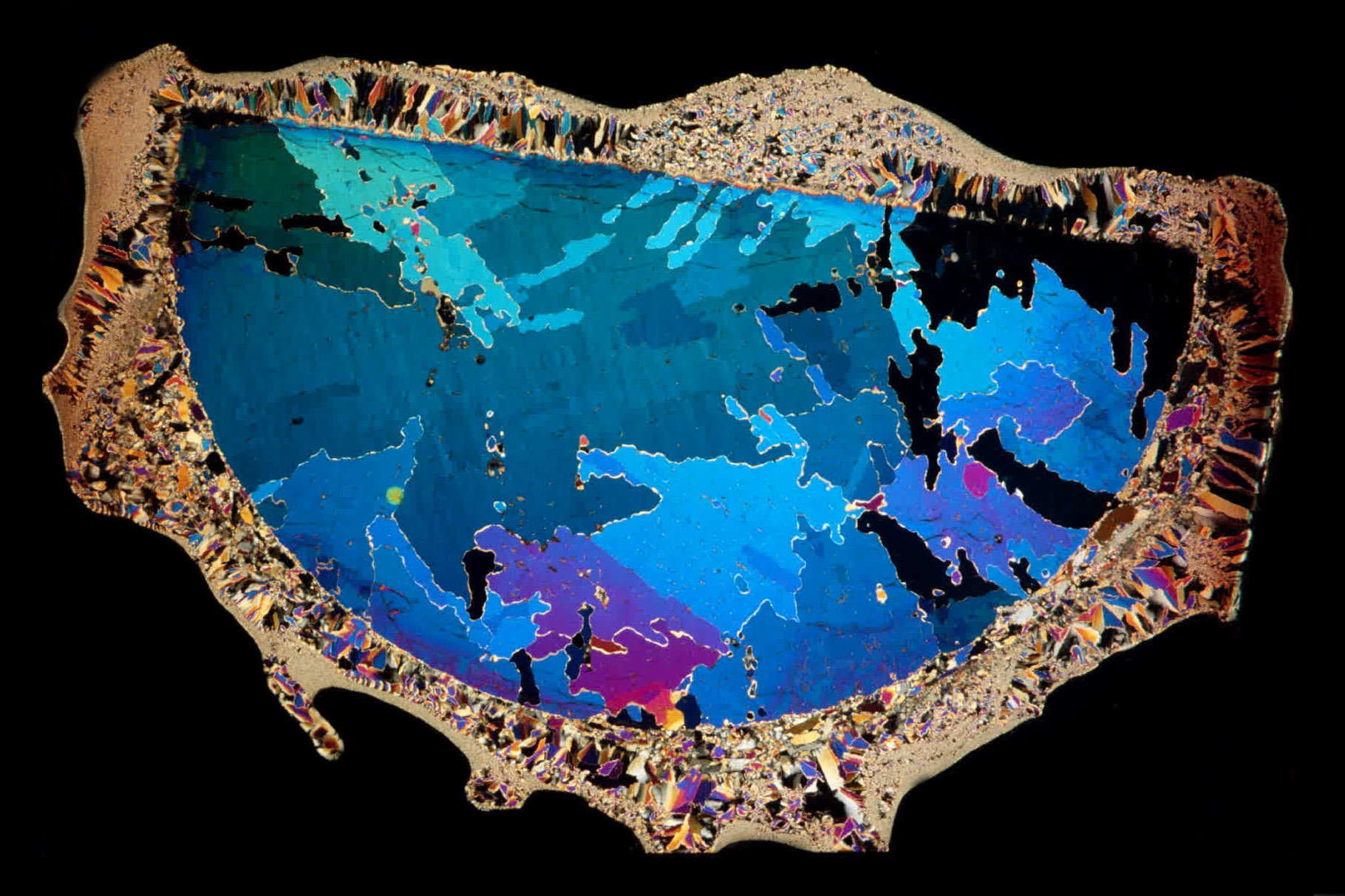
Núcleo de gelo antártico em luz polarizada, Instituto Alfred Wegener de Pesquisa Polar e Marinha

A atmosfera da Terra primitiva era composta por hidrogênio, vapor de água, metano e amoníaco, e havia grande ocorrência de tempestades com descargas elétricas, devido a erupções vulcânicas, com grande incidência de raios ultravioleta vindos do Sol.
Com o aparecimento de formas de vida, a atmosfera foi se modificando. A partir do aparecimento dos organismos autótrofos fotossintetizantes, esta composição atmosférica passou a conter oxigênio e foi decisiva para o desenvolvimento de novas formas de vida. Mais especificamente, alguns milhões de anos após o aparecimento das cianobactérias, quando já havia oxigênio suficiente para que os recém-surgidos organismos aeróbicos se aproveitassem da energia que ele fornecia, num processo que libertava mais do que nos processos anaeróbicos.

### Clima Pré Cambriano
O Pré-cambriano é um dos períodos mais remotos do nosso planeta. Existem poucas evidências desta época para um estudo aprofundado sobre o assunto.
Entre os três isótopos do Carbono: (Carbono-12, Carbono-13 e Carbono-14) , que se diferenciam pela variação na quantidade de neutrões nos seus núcleos, os organismos aquáticos da época (algas unicelulares fotossintetizantes e bactérias) utilizavam o Carbono-12 para o processo de fotossíntese, sendo o Carbono-13, mais pesado, mortal para esses seres vivos.
Houve variações bruscas na concentração de Carbono-13, e isso causou um aumento da mortalidade nos oceanos primitivos (“Oceanos Mortos”).
Com uma população decrescente de organismos fotossintetizantes para libertar gás carbónico na atmosfera, atenuou-se o efeito estufa e, por conseguinte, a temperatura média do planeta foi diminuindo rapidamente até chegar ao que se conhece por "Planeta Bola de Neve" ou "Snowball Earth".

## As Eras do Gelo
As eras do gelo são períodos cíclicos que são caracterizados por uma queda acentuada na temperatura média do planeta. Este abaixamento da temperatura permite a expansão das geleiras até latitudes mais baixas. Tais períodos ocorrem em intervalos de aproximadamente 40 a 100 mil anos.
Sabe-se que variações na quantidade de energia solar ocorrem ao longo do tempo causam perturbações no clima terrestre, podendo gerar uma “Era do Gelo”, ou não.
Além disto, os “Ciclos de Milankovich”, a composição atmosférica daquele período, os movimentos tectônicos, que alteram a distribuição espacial dos continentes e dos oceanos, o que afeta a circulação atmosférica e a quantidade de calor absorvido pelo planeta, alterações na órbita do sistema Terra-Lua, impacto de meteoros e erupções vulcânicas são as principais causas das eras do gelo.
Evidências sobre a existência de tais eras vêm em forma de rochas e os detritos (morenas, que são sedimentos especificamente originados devido ao derretimento de geleiras) em locais que atualmente não possuem gelo. Análise de sedimentos depositados em geleiras e em oceanos também são evidências fortes.

## Eventos Notáveis

### Períodos Climáticos

#### Terra bola de neve
Há de 50 milhões de anos atrás, a Terra não tinha Eras Glaciais regulares, mas, quando ocorriam, tendiam a ser colossais. Um resfriamento substancial ocorreu há cerca de 2,2 bilhões de anos, seguido de um ocorrido há 1 bilhão de anos ou mais de calor. Depois houve outra era glacial ainda maior que a primeira - tão grande que alguns cientistas de hoje se referem à época em que ocorreu como Criogeniano ou superasumo glacial. A condição é mais popularmente conhecida como "Terra Bola de Neve".
A "Terra Bola de Neve" foi uma era do gelo de grandes proporções, ocorrida no período há 750 e 580 milhões de anos atrás.
"Bola de Neve", porém, não exprimem bem o rigor assassino das condições. Segundo a teoria, devido a uma queda na radiação solar em cerca de 6% e à redução na produção (ou a retenção) de gases estufa, a Terra perdeu a capacidade de reter o seu calor. Na altura, tornou-se numa espécie de Antártida gigantesca. As temperaturas baixaram até 45°C. Toda a superfície do planeta pode ter se congelado, com o gelo do oceano chegando a uma espessura de oitocentos metros em latitudes maiores e de dezenas de metros nos trópicos.
É importante realçar que ainda assim havia vida nesta época. Alguns organismos anaeróbicos conseguiram sobreviver, mas também alguns organismos em regiões profundas no oceano. Debaixo da camada de gelo, utilizando energia geotérmica, seres denominados Quimiolitotróficos utilizavam minerais como fonte de energia para realizar seu metabolismo.
Há um problema grave nisto: os dados geológicos indicam gelo por toda parte, inclusive ao redor do Equador, enquanto os dados biológicos indicam com a mesma firmeza que deve ter havido água exposta nalgum sítio. Antes de mais, as cianobactérias sobreviveram à experiência, e elas realizam a fotossíntese. Para isso, precisavam de luz solar, e quem vive nos países frios sabe que o gelo rapidamente se torna opaco, e, após alguns metros, bloqueia toda a luz. Duas possibilidades surgiram:
1. Um pouco de água oceânica permaneceu exposta (talvez em virtude de algum tipo de aquecimento localizado num ponto quente);
2. O gelo pode ter sido formado de maneira a permanecer translúcido - uma condição que ocorre às vezes na natureza.

Outra evidência forte é a concentração de Oxigénio durante aquele período. Actualmente a concentração deste gás é cerca de 20 vezes menor do que na época da “Snowball Earth”; isto porque a combinação do Oxigénio com o Carbono forma CO2, sendo este gás pouco comum nessa época, já que o carbono abundante era um isótopo mais pesado (Carbono-13), incapaz de o formar.
A razão pela qual a Terra aqueceu , novamente, a actividade vulcânica. Os vulcões elevaram-se acima da superfície soterrada e bombearam para o exterior enormes quantidades de calor e gases que derreteram as neves e restauraram a atmosfera, uma vez que um planeta gélido deveria refletir tanto o calor que permaneceria congelado para sempre.

#### Holoceno
O Período Atlântico, pela classificação de Blytt Sernander, ou Holoceno pela classificação geológica, foi um período de extremo aquecimento na Terra. Foi descoberto que no Inverno, a temperatura no pólo Norte pode ter atingido 9°C.
A explicação para isso é baseada na inclinação recorde do eixo da Terra (24º) e na proximidade maior do planeta com o sol. Foi o período em que o planeta recebeu uma quantidade maior de radiação solar do que a média do restante do período, principalmente no Hemisfério Norte. Foi também um período de maior atividade da Zona de Convergência Intertropical (ITCZ) devido à maior quantidade de radiação, conseqüentemente, maior quantidade de calor. Isto alterou significativamente o regime de circulação planetária, causando o que ficou conhecido como “A África Úmida”, uma alteração no regime de monções na África que causou um aumento muito grande na precipitação neste continente.

#### O Dryas Recente
Dos eventos datados por Blytt e Sernander, este foi um caso peculiar, onde o clima na Terra se resfriou, principalmente no Hemisfério Norte. Foi um rápido retorno à Era glacial após a Oscilação de Allerød, onde houve ligeira deglaciação. Evidências sugerem que a temperatura média nesta época chegou a -5 °C. A causa mais provável foi um evento de alteração na circulação oceânica no Atlântico Norte, que causou um quase cessamento da circulação termohalina (que ocorre de acordo com a densidade do fluido). Isso cessou as trocas de calor entre o oceano e o continente, o que causou um desequilíbrio no balanço térmico da região. Este nome vem de vestígios da espécie vegetal Dryas octapætala típica de climas frios, que foi achada em sedimentos datados daquela época.

#### A Pequena Idade do Gelo
Durante os séculos XIII a XVIII houve um evento curioso nas latitudes médias. A temperatura média do planeta chegou a 1°C neste período. Um enfraquecimento na atividade solar e um aumento da atividade vulcânica foram as causas apontadas para este fenômeno. Ciclos de fraca atividade solar durante este período foram notados por diversos observadores. Para se ter uma ideia, durante o período de 1645 à 1715, o Sol só apareceu 50 vezes, enquanto o normal seria de 40 a 50 mil para aquelas latitudes.

#### Período Quente Medieval
O Período  Quente Medieval, também conhecido como Ótimo Climático Medieval ou a Anomalia Climática do Medieval, foi um período que estima-se ter ocorrido entre 950 e 1250 E.C., que foi atipicamente quente na região do Hemisfério Norte . 
Possíveis causas para este fenômeno incluem um aumento na atividade solar, diminuição nas atividades vulcânicas e alterações na circulação do oceano

#### O colapso daMesopotâmia(aproximadamente2 000 a.C.)
O Império Mesopotâmio foi um dos mais prósperos durante os anos de 3000 a.C. e 1500 a.C. sob o governo da dinastia Akkad. Durante o governo de Sargon de Akkad, por volta de 1130 a.C., começou o declínio deste império, graças ao clima. Os Mesopotâmios foram os primeiros a desenvolver uma agricultura de irrigação, por viverem em um ambiente árido (atualmente o Oriente Médio). Os rios Tigre e Eufrates são alimentados pelo regime de ventos e mantinham um bom nível para a irrigação. Porém, conforme os anos passavam, o nível dos rios foi diminuindo, causando perdas nas colheitas e uma migração em massa da população para regiões mais ao sul, o que levou ao fim do império. Evidências geológicas e medições com instrumentação moderna apontam que o nível destes rios diminui em mais de 50% quando as águas do Nordeste do Oceano Atlântico encontram-se mais frias, alterando o padrão de circulação local. E foi o que de fato ocorreu naquela época.

#### Anos 535 e 536 d.C
| “ | As trevas tomaram conta dos céus. O Sol não nos contemplava com sua beleza vital! Parecia que estava constantemente em um eclipse! Seus raios estavam corrompidos! | ” |

A frase de Procópio de Cesareia ilustra bem o que ocorreu naqueles anos:
- Baixas temperaturas, até mesmo neve durante o verão.
- Nuvens muito escuras, poucas horas de insolação.
- Relatos de escuridão em horários próximos ao meio dia.
- Enchentes em locais que eram predominantemente secos.

Tais mudanças ocorreram por causa do choque de um meteorito com a Terra e uma erupção vulcânica ocorridas no ano de 535. As partículas lançadas no ar, tanto pelo meteorito quanto pelo vulcão, causaram um bloqueio para a radiação solar incidente, que ficou presa na alta atmosfera e foi refletida de volta para o espaço.

#### O ano sem verão
Um evento similar ao dos anos 535 e 536 ocorreu em 1816, quando 3 vulcões (um na Indonésia, um em St. Vincent, Caribe, e outro nas Filipinas) entraram em erupção num espaço de tempo menor que 3 anos. Relatos de racionamento de alimentos, destruição de colheitas e uma crise econômica gerada pelo “ano sem verão” foram feitos nas mais diversas partes do mundo. Um efeito curioso foi que neste ano, devido ao racionamento de comida e ao nível alto de poluição no ar, o alemão Karl Dreis teve a ideia de inventar um meio de transporte que não usasse cavalos como força motriz. Daí, a necessidade sendo a mãe das invenções, ele inventou o Dreisine (ou velocípede), que foi a base das modernas motocicletas e bicicletas.

### Extinções em massa

#### Extinção do Permiano-Triássico
A extinção do Permiano-Triássico ou "extinção Permo-Triássica" foi uma extinção em massa que ocorreu no final do Paleozóico há cerca de 251 milhões de anos. Foi o evento de extinção mais severo já ocorrido no planeta Terra, resultando na morte de aproximadamente 95% de todas as espécies da época. A extinção provocou uma mudança drástica em todas as faunas e marca a fronteira entre o Permiano e o Triássico.
A teoria mais aceita pela comunidade cientifica actualmente, diz que um tipo de erupção vulcânica gigantesca aconteceu no território da Sibéria, que libertou grandes quantidades de dióxido de carbono, aumentando o efeito estufa em 5 graus extras na temperatura da Terra. E por consequência disso, ocorreu a sublimação de uma grande quantidade de metano congelado no fundo dos oceanos. A libertação deste metano para a atmosfera causou o aumento em mais 5 graus a  temperatura do efeito estufa, somando 10 graus extras a temperatura do mundo. E com isso os únicos lugares onde a vida poderia sobreviver seriam próximos aos Pólos geográficos da Terra. Para os biólogos esta explicação é mais plausível, pois esta mudança rápida de temperatura não poderia ser acompanhada pelo processo evolucionário de adaptação.

#### Paleoceno - Eoceno
Outro evento de extinção em massa ocorreu na intersecção entre os períodos Paleoceno e Eoceno. Foi um período extremamente quente devido ao excesso de gás Metano, um gás que é formado em cristais de gelo que se formam no fundo dos oceanos, derivado do Carbono-12, enquanto a terra se aquecia em um período interglacial. Este gás é um dos “gases estufa”, sendo que seu “poder de estufa” é 23 vezes maior que o do gás carbónico. Diversas espécies marinhas morreram devido ao aumento da temperatura da água do mar, bem como ao aumento da salinidade, devido à reação deste gás com componentes presentes na água do mar. As evidências mais concretas são a grande concentração de Carbono 12 nas amostras de animais, vegetais e minerais fossilizados da época.

## Causas das mudanças climáticas

### Ciclos de Milankovich
O físico e matemático sérvio Milutin Milankovich observou que o movimento de precessão, a inclinação do eixo terrestre e a excentricidade da órbita terrestre variam ciclicamente ao longo do tempo.
Estas variações explicam alguns dos eventos climáticos, como foi mostrado, pois provoca uma mudança na quantidade de radiação recebida por um determinado Hemisfério no verão e no inverno.

### Ciclos de Atividade Solar
O Sol passa por variações em sua atividade, ou seja, em suas emissões de radiação. Estes ciclos ocorrem em aproximadamente 11 anos e podem assumir valores máximos ou mínimos, causando várias alterações no clima.

### Variações magnéticas
O paleomagnetismo é o estudo das variações do campo magnético da Terra ao longo dos anos. Os eventos de variação magnética ocorrem em ciclos não regulares, podendo sua intensidade variar desde efeitos apenas mensuráveis à inversões na orientação do campo. As inversões magnéticas ocorrem devido à “resposta” do núcleo da Terra (condutor, formado de Ferro e Níquel) ao efeito magnético das emissões solares (de alta energia). Esta “resposta” tenta reproduzir o campo gerado pela radiação solar e apresenta diversas irregularidades. Durante os eventos de inversão, podem ocorrer mudanças climáticas acentuadas devido à variação da localização dos Pólos, que é por onde grande parte das emissões solares penetram. Estas mudanças, normalmente, são devido ao aquecimento diferenciado das regiões que estão sob o efeito das emissões.

### Aquecimento Global
O aquecimento global é o processo em que ocorre aumento significativo na temperatura. Este aumento causa desde tempestades mais severas e freqüentes à tufões e furacões altamente destrutivos. Atualmente, tem se notado um aumento na temperatura média do planeta de cerca de 0,7°C nos últimos 140 anos. Este aquecimento é causado, principalmente pelo efeito estufa, que vem sendo, cada vez mais, intensificado por atividades humanas, e pelo buraco na camada de Ozônio. Tema sob debate científico.

### Colisão de meteoros e erupções vulcânicas
Os meteoros são rochas compostas de minerais e gelo que orbitam a nossa galáxia. Estas rochas, quando atraídas pelo campo gravitacional da Terra, podem entrar na atmosfera. Uma grande parte destas pedras é destruída graças à própria atmosfera, já que o atrito com esta gera um aquecimento próximo a 5000 °C e desintegra as rochas. Porém algumas rochas maiores conseguem atingir a superfície e o impacto é tão violento que uma nuvem de metais e poeira se forma na atmosfera, impedindo a entrada de radiação solar.
De forma análoga, os vulcões, que se formam nas zonas de falhas das placas tectônicas, lançam magma (metais fundidos da Astenosfera) e junto, poeira, cinzas e partículas densas de fuligem, também ocasionando o bloqueio dos raios solares ,efeito chamado de Escurecimento global.

## Aplicações da Paleoclimatologia
A Paleoclimatologia é uma ciência fundamental para o estudo do clima presente e para a elaboração de previsões futuras já que seus estudos permitem avaliar o clima de uma forma cíclica (em alguns casos), permitindo assim verificar quais efeitos são de um período natural do clima e o que foi causado pelo homem e a entender melhor estas mudanças. Além disso, a Paleoclimatologia tem uma aplicação no ramo da Paleontologia, pois seus estudos aplicados a fósseis animais e vegetais ajudam a determinar as características destes animais (hábitos, alimentação, etc.), além do estudo de civilizações antigas.